# Constante de Stefan–Boltzmann
A constante de Stefan–Boltzmann  (também constante de Stefan), uma constante física representada pela letra grega "σ", é a constante de proporcionalidade na lei de Stefan-Boltzmann: o total de energia irradiada por unidade de área de superfície de um corpo negro numa unidade de tempo é proporcional à quarta potência da temperatura termodinâmica.
O valor da constante de Stefan-Boltzmann é dado em unidades do sistema internacional por:
{\displaystyle \sigma =5.670400(40)\times 10^{-8}\ {\textrm {W}}\,{\textrm {m}}^{-2}\,{\textrm {K}}^{-4}}.
No sistema de unidades centímetro/grama/segundo a constante de Stefan-Boltzmann é:
{\displaystyle \sigma =5.670400(40)\times 10^{-5}\ {\textrm {erg}}\,{\textrm {cm}}^{-2}\,{\textrm {s}}^{-1}\,{\textrm {K}}^{-4}}